# Észak-kaukázusi felkelés
Az észak-kaukázusi felkelés hivatalosan 2009. április 15-én, a második csecsen háború hivatalos lezárásának időpontján kezdődött, de gyakorlatilag a csecsen konfliktus egyenes folyományának tekinthető. A konfliktus az Oroszországi Föderációhoz tartozó öt észak-kaukázusi tagköztársaság területén, Csecsenföldön, Dagesztánban, Ingusföldön, Kabard- és Balkárföldön és Észak-Oszétiában zajlik. A felkelők az orosz biztonsági erők és hadsereg elleni harc mellett rendszeresen hajtanak végre robbantásos merényleteket nem csak a kaukázusi városokban, hanem Oroszország más régióiban is, köztük Moszkvában is. A felkelés olyannyira nagy méreteket öltött, hogy felvetődött az Oroszországban megrendeződő 2014. évi téli olimpiai játékok máshol való megrendezésének lehetősége is, de végül Szocsiban megrendezték.

## A csecsen háborúk

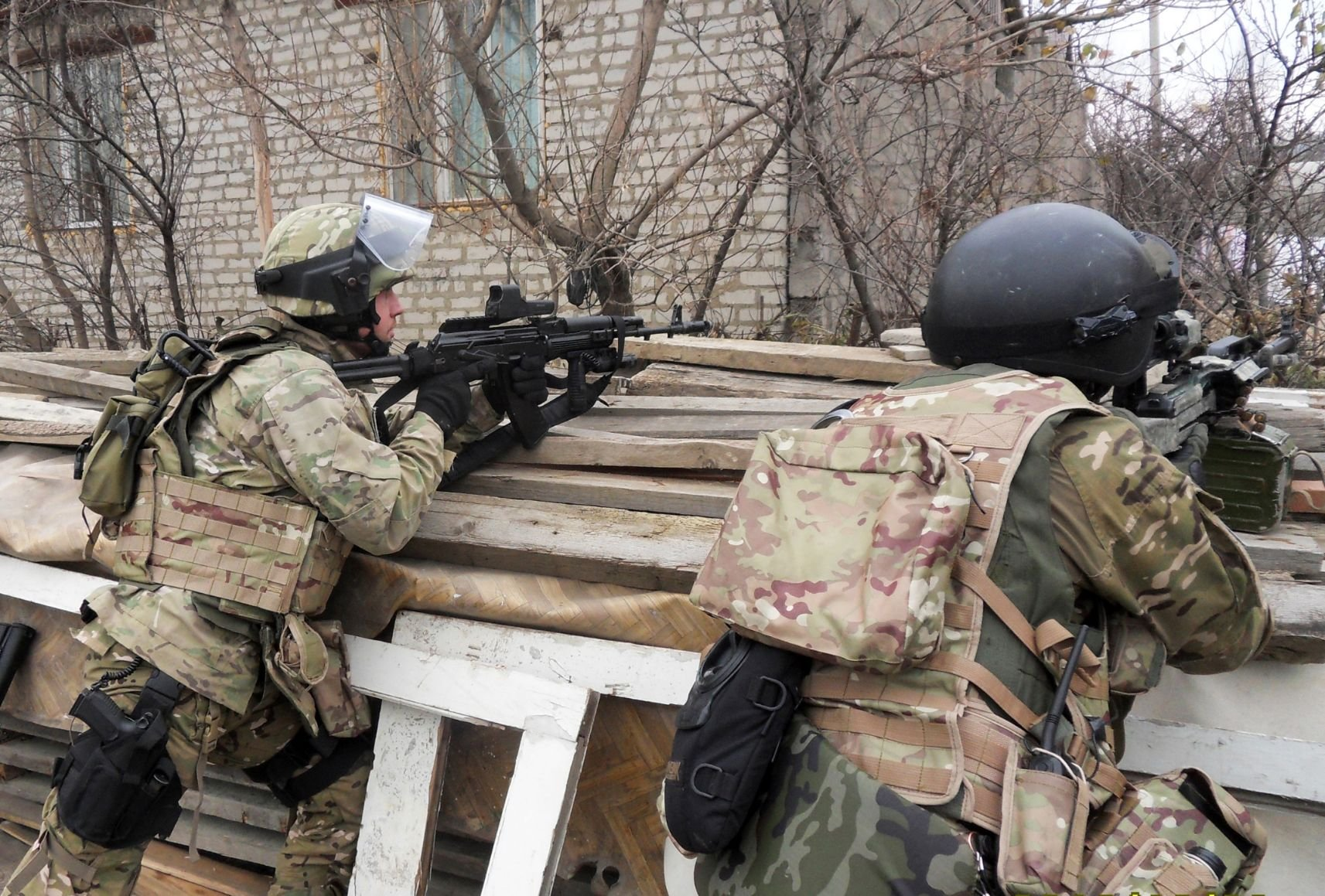
Az orosz biztonsági szolgálat katonái Mahacskalában egy bevetésen, 2010 decemberében

A Szovjetunió felbomlása után a továbbra is Oroszországhoz tartozó Észak-Kaukázus rövid idő alatt háborús övezetté vált. Elsőként az első csecsen háborúban Csecsenföld vívta ki gyakorlati függetlenségét, majd lázongások kezdődtek a régió többi államában is. Oroszország végül a Dagesztáni háborút használva fel ürügyül 1999-ben lerohanta a Csecsenföldet, ezzel 2000-re formálisan a terület nagy részét uralma alá hajtva. A csecsenek azonban egyre radikalizálódva gerilla háborút kezdtek az oroszok ellen, 2005-ben megalapították a Kaukázusi Frontot. 2006-ban a szervezet vezetője Doku Umarov lett, aki dzsihádot hirdetett az orosz állam ellen és 2007-ben kikiáltotta a Kaukázusi Emírséget, melynek vezetőjévé is saját magát tette meg. Oroszországnak azonban sikerült a csecsen lakosság egy részét maga mellé állítania, melynek köszönhetően felállíthattak egy oroszpárti csecsen kormányt, melynek vezetőjévé Ramzan Kadirovot tették meg. 
A gerilla támadások azonban egyre erősödtek a térségben. Míg 2008-ban csak 150 fő halt meg az itt vívott harcokban, egy évvel később már 442. Ennek ellenére az orosz kormány 2009. április 15-én hivatalosan is lezártnak nyilvánította a második csecsen háborút. A konfliktus azonban a gyakorlatban továbbra is tartott, sőt szétterjedt az Észak-Kaukázus teljes területére.

## Gerillaharcok és merényletek
A harcok leghevesebb színhelyének továbbra is Csecsenföld számít. Itt csak a 2010-es év folyamán 97 orosz biztonsági személy és 189 fegyveres lázadó és civil vesztette életét a harcokban. A konfliktus dagesztáni és ingusföldi ágát még színesebbé teszi, hogy Dagesztánban vallási okai vannak, ugyanis Oroszország oldalán főként az iszlám mérsékeltebb formáját, a szúfizmust követők állnak, míg a lázadók a radikális szalafisták közül kerülnek ki. Ingusföldön 2007 óta polgárháború is zajlik, melyben a hivatalos kormányt Oroszország, az ellenzéket a Kaukázusi Emirátus lázadói támogatják. A Kabard- és Balkárföldre is kiterjedő konfliktus még 2005-ben kezdődött a második csecsen háború részeként, de nagyobb erővel 2010-ben kezdett zajlani, mikor orosz biztonsági erők megölték a lázadók addigi vezetőjét, Anzor Asztemirovot. A felkelők élén őt váltó Asker Dzapujev és Ratmir Samejev már jóval agresszívabb "politikát" folytatott és sorozatos támadásokat intéztek nemcsak az orosz kormányzati épületek és a hadsereg ellen, hanem a civil lakosság ellen is. Habár 2011 áprilisában mindkét vezetőt megölték orosz katonák egy rajtaütésben, a harcok továbbra is nagy intenzitással folynak. Észak-Oszétiát érintette az eddigiek során a legkevésbé a konfliktus, itt jóformán csak bombamerényletekre korlátozódott. 
A felkelők rendszeresen hajtanak végre öngyilkos- és bombamerényleteket az öt kaukázusi tagállam területén, de Oroszország más régióit sem kímélik, így Doku Umarov vállalta a felelősséget a 2010. március 29-én két moszkvai metrójárat ellen végrehajtott öngyilkos merényletért, melynek 40 halálos áldozata volt és a 2011. január 24-én a moszkvai Domogyedovo Nemzetközi Repülőtéren történt öngyilkos robbantásért, mely 37 halálos áldozattal járt. Az Észak-kaukázusi terroristák vállalták a felelősséget a 2012. május 3-án végrehajtott két pokolgépes robbantásért egy mahacskalai rendőrségi ellenőrzőposztnál melyben 15 személy (köztük 12 rendőr) vesztette életét.
Oroszországban 2013-ban megszaporodtak a terrortámadások és a merényletek. 3 hónap alatt 3 öngyilkos merénylet történt az Oroszország déli részén található Volgográdban. Az első robbantás 2013. október 21-én történt, akkor a merénylővel együtt nyolcan haltak meg. 2013.december 29-én egy öngyilkos merénylő robbantotta fel magát a volgográdi pályaudvaron, majd rá kevesebb mint 24 órával szintén egy öngyilkos merénylő robbantotta fel magát az egyik volgográdi buszon. A két merényletben, a merénylőkkel együtt 34 ember vesztette életét.
Az orosz belügyi erők és terrorelhárító egységek mindent megtesznek a rend fenntartásáért. Ennek köszönhetően a 2014-es Szocsiban megrendezett téli olimpia biztonságosan és terrorcselekmény mentesen zárult le. Habár Doku Umarov csecsen hadúr megfenyegette az orosz vezetést az olimpiai játékok megrendezése kapcsán, a terrortámadások végül elmaradtak. 2014-ben a sajtó bejelentette, hogy Umarov halott és ez a hír többször is napvilágot látott más időpontokban, de igazi bizonyítékot nem közöltek. 
Az elmúlt években jelentősen csökkentek a fegyveres incidensek az Észak-Kaukázus térségében. Az olimpia közeledtével a biztonsági erők terrorellenes műveletekbe kezdtek, melynek következtében sok lázadót megöltek és elfogtak. Ennek ellenére az Észak-Kaukázusban a mai napig érzékelni lehet az iszlám felkelést, s olykor-olykor észlelnek a térségben iszlamista önkénteseket más országokból (így az arab országokból), akik az előző években nagy számmal csatlakoztak a helyi szeparatistákhoz. 
A harcok 2009-es kitörése óta legalább 3207 ember vesztette életét különböző összecsapásokban, merényletekben, fegyveres incidensekben. Az orosz belügyi erők 2013-ig legalább 961 biztonsági személyt vesztettek, míg a lázadók és terrorista csoportok 2014-ig 1812 fegyverest. A civil lakosság vesztesége 2010 és 2012 között 434 fő volt. 
A Kaukázus térségében ez a fegyveres konfliktus a mai napig megoldatlan probléma. Habár a háborúk véget értek, a fegyveres konfliktusok megmaradtak. Az elmúlt években a fegyveres összecsapások és merényletek nagymértékben csökkentek. Ennek egyik oka az is lehet, hogy az Észak-Kaukázusban működő terrorista csoportok a föld más területein lettek bevetve (Szíria, Irak, (Iszlám Állam) Kelet-Ukrajna). Ennek ellenére a 2014-es évben is került sor terrorakciókra a csecsen fővárosban. 2014. október 5-én egy öngyilkos merénylő robbantotta fel magát a Groznijban egy rendőrségi ellenőrzés közben. A robbantás nagyobb pusztítást is okozhatott volna, de a biztonsági szervek közbe léptek és elállták a merénylő útját. Ennek ellenére is 6 ember (köztük 5 rendőr) vesztette életét. A merénylő a csecsen főváros születésnapja alkalmából rendezett esti koncertre szeretett volna bejutni és ott felrobbantani magát, melynek következtében az épület összedőlt volna. A másik véres terrorakció kevesebb mint 2 hónappal később 2014. december 4-én történt, amikor csecsen fegyveresek terrortámadásokat hajtottak végre több épület ellen Csecsenföldön és Groznijban. A támadások során 26 ember (14 rendőr, 11 fegyveres és 1 civil) vesztette életét.